# Kolonia urzędnicza kopalni „Wujek”
Kolonia urzędnicza kopalni „Wujek” – kolonia urzędnicza w Katowicach, położona wzdłuż ulicy Mikołowskiej 118–148, w dzielnicy Brynów część wschodnia-Osiedle Zgrzebnioka.
Składa się z ośmiu willi w ogrodach – tzw. „bliźniaków”, położonych przy ulicy Mikołowskiej 118/120, 122/124, 126/128, 130/132, 134/136, 138/140, 142/144, 146/148. Zostały one wybudowane w stylu modernistycznym, zaś luźna zabudowa kolonii wynikała z faktu, iż kolonia ta powstała na terenach narażonych na szkody górnicze. 
Budowę domów przeznaczonych dla urzędników i dozoru technicznego kopalni węgla kamiennego „Oheim” („Wujek”) rozpoczęto w 1910 roku na terenach Katowickiej Hałdy. Powstały one w takiej lokalizacji, by mieszkańcy mieli blisko do pracy, lecz na tyle daleko by zapewnić w nich ciszę i spokój. Pierwotnie od wschodu kolonia sąsiadowała z Südparkiem (obecnie park im. T. Kościuszki), zaś od zachodu z ogródkami, które zostały z biegiem czasu zajęte pod poszerzoną ulicę Mikołowską. Kolonia ta wraz z kolonią miejską projektu Brunona Tauta były zaś ostatnimi inwestycjami zrealizowanymi w I połowie XX wieku mającymi na celu zaspokojenie potrzeb mieszkaniowych załogi kopalni „Oheim” („Wujek”). 
Kolonię tworzą budynki mieszkalne, zaś w budynku przy ulicy Mikołowskiej 124 działa pensjonat – Willa Aurum. 
Budynki kolonii urzędniczej kopalni „Wujek” są wpisane do gminnej ewidencji zabytków miasta Katowice. Na podstawie przepisów miejscowego planu zagospodarowania przestrzennego uchwalonego przez Radę Miasta Katowice 31 marca 2022 roku ustanowiono strefę ochrony konserwatorskiej obejmującą zespół zabudowy willowej przy ulicy Mikołowskiej. Dla tej strefy ustalono dodatkowe zasady zagospodarowania, m.in. ochronę i zachowanie sylwety zespołu, ekspozycji obiektów zabytkowych i charakterystycznych cech zabudowy oraz wielkości i kształtów parcel zabytków nieruchomych.